# Logroñés Club de Fútbol
Ne doit pas être confondu avec Club Deportivo Logroñés, Sociedad Deportiva Logroñés ou Unión Deportiva Logroñés.
Maillots
Le Logroñés Club de Fútbol était un club espagnol de football basé à Logroño.

## Histoire

Logo du CD Recreación

Le club est fondé en 2000, mais jusqu'en 2005 il porte le nom de Club Deportivo Recreación. Afin que le changement de nom puisse aboutir, le club est forcé d'aller devant les tribunaux. En effet, l'autre club de la ville, le CD Logroñés, s'oppose à ce changement de nom.
Le club évolue pendant cinq saisons en Segunda División B, de 2003 à 2008. Il se classe 5e du Groupe I en 2004, ce qui constitue sa meilleure performance.

## Joueurs emblématiques
- Antonio Alzamendi
- Martín Fúriga
- Luis Islas
- Oleg Salenko